# 국제 데이터 암호화 알고리즘
국제 데이터 암호화 알고리즘(International Data Encryption Algorithm, IDEA)는 스위스에서 1990년 Xuejia Lai, James Messey가 만든 PES(Proposed Encryption Standard)를 개량하여, 1991년에 제작된 블록 암호 알고리즘이다. 현재 가장 안전하고 최고라고 여겨지는 알고리즘으로, 블록 초당 177Mbit의 빠른 처리가 가능하다. 그러나 0이 많이 들어간 키 같은 특정 키에 대해서는 취약하다.
또한 IDEA은 PGP 버전 1에서 쓰인 안전하지 않은 BassOmatic 알고리즘을 대신하여 PGP 버전 2에서 쓰인 암호화 알고리즘이다.

## 동작
IDEA는 64비트의 블록을 128비트의 key를 이용하며, 8개의 round로 구성되어 있다.
한 round는 오른쪽에 있는 그림과 같다. IDEA에서는 서로 다른 연산인 XOR(파란색 ⊕으로 표시), 모듈러 {\displaystyle 2^{16}} 상의 덧셈(초록색 ⊞으로 표시), 그리고 모듈러 {\displaystyle 2^{16}+1} 상의 곱셈(빨간색 ⊙으로 표시, 0x0000은 0x10000으로 계산)을 이용함으로써 보안성을 높인다.
여덟 개의 round가 끝나면, IDEA의 한 라운드에서 K1, K2, K3, K4의 연산까지만 거치게 되고 끝난다.
복호화는 암호화와 비슷한 방식으로 진행된다.